# Myopa florea
Myopa florea är en tvåvingeart som först beskrevs av Robineau-desvoidy 1853.  Myopa florea ingår i släktet Myopa och familjen stekelflugor.
Artens utbredningsområde är Frankrike. Inga underarter finns listade i Catalogue of Life.